# Hundeführer Walczak – Die Geschichte eines Polizeihundes
Polizeihund Cywil (Anderer Titel: Hundeführer Walczak) ist eine polnische Fernsehserie aus dem Jahr 1971.

## Produktion und Ausstrahlung
Die sieben Folgen wurden von 1968 bis 1970 in Schwarz/Weiß produziert. Ausgestrahlt wurde die Serie ab dem 9. September 1971 im polnischen Fernsehen. Die deutsche Erstausstrahlung fand ab dem 27. Mai 1975 im Fernsehen der DDR statt.

## Handlung
In einer Polizeischule im polnischen Sułkowice kommen sieben Schäferhundwelpen zur Welt. Alle bis auf einen machen einen guten und kräftigen Eindruck. Der siebente Welpe wird wegen seiner geringen Körpergröße nicht bei der Polizeigruppe aufgenommen und wäre beinahe eingeschläfert worden. Hundeführer Walczak nimmt ihn aber zu sich nach Haus und nennt ihn Cywil (Zivilist).

## Episodenliste
| Nr. | Deutscher Titel     | Originaltitel      |
| --- | ------------------- | ------------------ |
| 1   | Schwierige Kindheit | Trudne dzieciństwo |
| 2   | Der Externe         | Eksternista        |
| 3   | Verfolgung          | Pościg             |
| 4   | Über die Grenze     | Przez granicę      |
| 5   | Ausreißer           | Zbiegowie          |
| 6   | Verirrt             | W puszczy          |
| 7   | Blindgänger         | Niewypały          |

## Besetzung

### Hauptrollen
- Krzysztof Litwin – Hundeführer Walczak
- Elżbieta Borkowska – Krankenschwester
- Wojciech Pokora – Zubek
- Henryk Bąk – Chef der Polizeihundeschule
- Zofia Czerwińska – Frau Jadzia, die Sekretärin des Chefs der Polizeihundschule
- Ryszard Pracz – Der Oberleutnant
- Andrzej Siedlecki

### Gastrollen
| Schauspieler         | Rolle                                | Folge |
| -------------------- | ------------------------------------ | ----- |
| Piotr Fronczewski    | Der Mann, der mit Zubek gegessen hat | 1, 7  |
| Marian Łącz          | Führer der Polizeihundschule         | 2     |
| Wacław Kowalski      | Der Schmuggler                       | 4     |
| Andrzej Krasicki     | Professor Denkender                  | 4     |
| Krzysztof Kalczyński | Der Chef des WOPs                    | 4     |
| Joanna Sobiecka      | Tochter des Schmugglers              | 4     |
| Teresa Lipowska      | Die Lehrerin                         | 7     |
| Wojciech Duryasz     | Der Krankenhausartzt                 | 7     |

## Auszeichnungen
- 1972 Auszeichnung des Vorsitzenden des Radio- und Fernsehausschusses Krzysztof Szmagier
- 1972 Festival de Télévision de Monte-Carlo Silberne Nymphe
- 1973 Internationales Festival des jungen Publikums Ale Kino! – Preis der Kinderjury "Marcinek"[2]